# Saud bin Abdulaziz bin Nasser Al Saud
Saud bin Abdulaziz bin Nasser Al Saud (arabsky سعود بن عبد العزيز بن ناصر بن عبد العزيز آل سعود‎, nar. 1977) je člen saúdské královské rodiny a usvědčený vrah. Jeho otec je Abdulaziz bin Nasser, syn Nassera bin Abdulazize. V r. 2010 jej londýnský soud Old Bailey shledal vinným z vraždy svého sluhy Bandara Abdulazize v apartmánu hotelu Landmark v Londýně. Soud tvrdil, že vraždě sluhy měl předcházet požadavek na sexuální masáž ze strany prince, a že mezi muži byl homosexuální vztah. Byl odsouzen k doživotnímu vězení. V březnu 2013 jej Velká Británie vydala do Saúdské Arábie, kde si má odpykat zbytek trestu. Podle mezinárodní smlouvy mezi Velkou Británií a Saúdskou Arábií musí princ strávit ještě minimálně 20 let ve vězení. Jeho saúdským dědečkem z matčiny strany byl král Abdullah. Král Abdulaziz byl Saúdův děd z matčiny strany a zároveň praděd z otcovy strany. Jeho dědové byli nevlastní bratři.